# Ángel Beraud
Ángel Beraud y Mainau (c. 1820-1901) fue un pintor y militar español.

## Biografía
Nació hacia 1820. Pintor paisajista, era natural de Madrid. Fue discípulo de la Real Academia de San Fernando, en cuyos estudios superiores obtuvo diversos premios. En las Exposiciones Nacionales de Bellas Artes de 1860, 1862 y 1864 presentó las siguientes obras: País en las inmediaciones de la Granja, Otro país, El chorro en la Granja, Vista de la Granja, tomada desde las inmediaciones del Hospital, Vista de la Granja, Vista del barrando de las Dos Hermanas, en la Casa de Campo, Otra tomada desde la Montaña del Príncipe Pío y Un país. En la primera de ellas obtuvo una mención honorífica. En la celebrada en Bayona en 1864 presentó tres retratos. Beraud, que fue coronel del Cuerpo de Inválidos, falleció en 1901, el día 25 de febrero, y habría sido enterrado en el cementerio de San Justo.